# Новодоволенський
Новодоволенський (рос. Новодоволенский) — селище у Доволенському районі Новосибірської області Російської Федерації.
Входить до складу муніципального утворення Суздальська сільрада. Населення становить 119 осіб (2010).

## Історія
Згідно із законом від 2 червня 2004 року органом місцевого самоврядування є Суздальська сільрада.

## Населення
| 2002 | 2007 | 2010 |
| ---- | ---- | ---- |
| 119  | ↘110 | ↗119 |